# Ognjen Aškrabić
Ognjen Aškrabić (in serbo Огњен Ашкрабић?; Sarajevo, 28 luglio 1979) è un ex cestista serbo.
Alto 207 cm, 103 kg di peso, ricopriva i ruoli di ala grande e di centro.
Pur essendo nato a Sarajevo (Bosnia ed Erzegovina), è di nazionalità serba, e con la squadra nazionale della Serbia ha disputato i Mondiali di basket 2006 in Giappone.

## Carriera
Cresciuto nello Železnik Belgrado, nel 2004 passa alla Dinamo San Pietroburgo e nell'ottobre 2006, in seguito al fallimento della squadra russa, viene ingaggiato dalla Lottomatica Roma. Dopo un buonissimo inizio di stagione, alcuni problemi fisici lo colpiscono e limitano il suo rendimento fino a fine campionato, al termine del quale viene ceduto e torna a giocare in Russia, al Dinamo Mosca Region.
Era un lungo completo, di grande atletismo, dotato di una buona propensione al tiro, sia dalla media che dalla lunga distanza, con attitudine a giocare anche sotto canestro.

## Palmarès

### Squadra
- Coppa di Serbia e Montenegro: 1

FMP Železnik: 2003
- Lega Adriatica: 1

FMP Železnik: 2003-04
- FIBA Europe League: 1

Dinamo San Pietroburgo: 2004-05

### Individuale
- MVP finals Lega Adriatica: 1

FMP Železnik: 2003-04